# 동적 평균 장 이론
동적 평균 장 이론(영어: Dynamical Mean Field Theory, DMFT)은 강상관계 물질의 전자 구조를 밝히는 기법이다. 강상관계 물질의 경우 밀도범함수 이론이나 띠 구조 계산 등에 쓰이는 독립 전자 근사법을 적용하기 어렵다. 전자 사이의 국소적 상호작용을 섭동론이 아닌 방식으로 기술하는 동적 평균 장 이론을 쓰면 기체에 가까운 준 자유 전자와 응집 물질 물리학에서 다루는 원자계라는 두 극단 사이의 현상을 설명할 수 있다.
동적 평균 장 이론은 다체계 격자에서 정의된 문제를 불순물 모형이라 불리는 국소 문제로 매핑하는 과정으로 이루어진다. 일반적으로 격자 문제는 다루기가 극히 어렵지만 불순물 모형은 대개 다양한 방법으로 풀 수 있다. 매핑 과정 자체에는 근사적인 측면이 없다. 동적 평균 장 이론에서 유일하게 취하는 근사는 격자의 자체 에너지가 운동량과 무관하게 국소적으로 정의된다는 가정 하나 뿐이다. 무한대의 차원에서는 근사법으로 정확한 결과를 얻을 수 있음이 알려져있다.
전자간 상관관계가 커질 때 일어나는 금속과 모트 절연체간의 상전이 현상은 동적 평균 장 이론이 잘 맞는 대표적인 사례이다. 밀도 범함수 이론의 국소 전자 근사법과 조합하면 실제 현상을 훌륭하게 설명할 수 있다.

## 평균 장 이론과의 관계
격자에서의 양자역학 문제에 대한 동적 평균 장 이론의 접근 방식은 이징 모형 등의 고전적 문제를 평균 장 이론(Mean Field Theory, MFT)으로 다루는 방식과 비슷하다. 이징 모형의 경우 상호작용하는 스핀이 무수히 많은 계의 문제가 스핀이 한개뿐인 문제로 환원된다. 나머지 스핀에 의한 영향을 등가의 평균 장으로 치환하고 나면 하나의 스핀의 자기화가 환원 전 전체 계의 자기화를 반영하게 되는데, 이를 자체 일관성(self-consistency) 조건 이라고 한다. 바꿔 말하면 원래 계에서 국소적으로 측정할 수 있는 값을 환원된 계에서의 물리량으로부터 알아낼 수 있다는 뜻이다. 스핀이 N개 있는 이징 해밀토니안은 해석적으로 풀기가 어렵지만 (현재까지 알려진 바로는 1차원과 2차원에서만 해석적으로 풀 수 있다) 단일 스핀 문제는 쉽게 풀 수 있다.
마찬가지로, 동적 평균 장 이론도 허버드 모형 등의 격자 문제를 단일 위치에서의 문제로 매핑한다. 동적 평균 장 이론에서는 그린 함수가 국소적 관찰량에 해당한다. 따라서 동적 평균 장 이론에서의 자체 일관성 조건이란 불순물의 그린 함수가 평균 장 이론을 통해 원래 격자의 그린 함수, 즉 불순물 모형의 혼성 함수(hybridization function) {\displaystyle \Delta (\tau )}를 복원해낼 수 있어야 함을 뜻한다. 동적 평균 장 이론이라는 명칭은 평균 장 {\displaystyle \Delta (\tau )}이 시간의 함수여서 동적인 값이라는 점에서 유래한다. 이같은 관점에서 볼때 평균 장 이론은 스핀이 N개 있는 문제를 단일 위치 단일 스핀 문제로 매핑하는 것인 반면, 동적 평균 장 이론은 여전히 스핀이 N개인 문제이면서 전자-전자간 상관관계에 의한 시간상 요동을 담고 있기에 평균 장 이론과는 차이가 있다.